# Нётер, Фриц
Фриц Александр Эрнст Нётер (Фриц Максимилианович Нётер, нем. Fritz Alexander Ernst Noether; 7 октября 1884, Эрланген, Германская империя — 10 сентября 1941, Медведевский лес) — немецкий и советский математик еврейского происхождения.
Сын Макса Нётера, профессора математики в Эрлангене, младший брат знаменитой учёной, математика Эмми Нётер, отец математика Готтфрида Нётера (1915—1991) и химика Германа Д. Нётера (1912—2007).
Будучи профессором Технического университета в Бреслау, после прихода к власти нацистов Нётер как еврей потерял возможность работать в Германии и в 1934 году уехал в Советский Союз, где стал профессором Томского университета.
В ноябре 1937 года он был арестован в своём доме в Томске и 23 октября 1938 года приговорён к 25 годам лишения свободы по обвинению в «шпионаже в пользу Германии».
Оставшихся без родителей сыновей — Германа и Готфрида — в марте 1938 года выслали из СССР[куда?]. В тюрьме Фриц был обвинён в антисоветской пропаганде, 8 сентября 1941 года приговорён к смертной казни и расстрелян под Орлом вместе с большой группой казнённых.
В 1988 году Верховный суд СССР реабилитировал его полностью.